# Miscanthus x giganteus
Џиновска трава, кинеска трска, кинески шаш (лат. Miscanthus x giganteus од грч. mischos - петељка, која се односи на петељкасту цваст у виду класа у пару и грч. anthos, која се односи на главну цветну дршку или стабљику) је врста из породице трава, пореклом из Азије, настала као триплоидни хибрид, укрштањем врсте кинеске сребрне траве (лат. Miscanthus x sinensis) (диплоид) и врсте шећерне трске (лат. Miscanthus x sacchariflorus) (тетраплоид). Дуготрајна је биљка (преко 20 година), код које процес секундарне реакције фотосинтезе започиње спајањем четири атома угљеника (C4 тип фотосинтезе), због чега има већи потенцијал конверзије светлосне енергије у енергију биомасе.
Потенцијално је значајан извор обновљивих извора енергије.

## Историја
Таксономско изучавање рода мискантус је започео шведски ботаничар Андерсон (швед. Nils Johan Andersson) 1856. године.
Природно се јавља у релативно широком географском распону, од источне Азије (Кореја, Кина, Јапан и суседни региони) јужно до Пацифичких острва, од око 50° северне географске ширине, у Сибиру до 22° јужне географске ширине.
Као и друге врсте из рода мискантус, пренета је из Азије у Европу, као украсна хортикултурна биљка. Расадничар Аксел Олсен ју је пренео из Јапана у Данску 1935. године. До 1993. генотип је био познат под називом Miscanthus sinensis giganteus, када су га Jörg Michael Greef и M. Deuter класификовали као Miscanthus × giganteus Greef et Deuter.
Због својих високих енергетских вредности, пренесена је у крајеве са развијеном индустријом. Њен развој је подстакло неколико научних институција и универзитета у Немачкој. Експериментална истраживања биоенергетског потенцијала ове врсте као сировине за добијање различитих врста горива су започела од 1970. Од 1982. године се узгаја као енергетски усев у Данској, Холандији, Пољској, Швајцарској, Аустрији, Мађарској, Великој Британији и Француској. Од 1990-их се посебно разматра као потенцијална биомаса због високе продуктивности, чак и у хладнијим условима. Године 1993. широм Европе је започео пројекат (енгл. European Miscanthus Network) за експериментално утврђивање одрживих приноса. Експериментално гајење у Србији је започето 2007, у Хрватској и Босни и Херцеговини (Република Српска) 2011.
Снажан подстицај истраживањима дат је након усвајања Кјото протокола (1997) о климатским променама, смањењу емисије гасова и ефеката стаклене баште. Европска комисија је почетком 2014. проширила енергетску стратегију за Европу до 2020. године и дефинисала циљеве и сценаријо до 2030. године прописивањем Оквира за климатску и енергетску политику. Овим оквиром се предлаже повећање удела обновљивих извора енергије од најмање 27%, уз стално побошање енергетске ефикасности. Важну улогу у испуњавању постављених циљева, чини биомаса, као саставни део обновљивих извора енергије. Истраживања су показала да је у производњи биомасе, џиновска трава потенциајално значајан извор, с обзиром да се показала као захвална врста, којом се уз релативно мала финансијска улагања постижу значајне количине квалитетног приноса. Међутим, на производњу и хемијски састав биомасе који се добијају од ове биљке утиче велики број чинилаца, тако да сваки локалитет за узгајање захтева идивидуални приступ.

## Опис
По изгледу личи на бамбус или рогоз. Због величине често је зову џиновска трава, позната је и као кинеска трска, кинеска трава, кинески шаш, а неки је зову и слонова трава, мада постоји сасвим друга врста под именом слонова трава (лат. pennisetum purpureum).
С обзиром да је стерилна врста, не може се размножавати, нити неконтролисано ширити, саднице се производе „in vitro” у лабораторијама.
Има жиличаст систем корена, који може да достигне дубину до 2,5 m. На дубини о 0—0,30 m развија се 28% масе корена, а готово половина се налази на дубини већој 0,9 m. Густина корења у површинском слоју опада са повећањем удаљености од центра биљке. Дубље укорењавање, омогућава биљци усвајање минералних соли и воде из дубоких слојева земљишта, а тиме и раст на земљиштима чија је плодност мања у горњим слојевима.
Има јаке и дебеле ризоме. Ризоми имају кључну улогу у економисању хранљивим материјама. На број образованих подземних стабала из једног ризома утиче његова маса приликом садње и то на следећи начин:
- ако је маса ризома мања од 45 g просечно израсте 7 стабала
- садњом ризома масе 45—65 g просечно израсте 11 стабала, док се
- за масе ризома веће од 65 g просечан број израслих стабала се само незнатно повећава.

Стабљика је танка и усправна и не полеже. Обично се не грана, а централни цилиндар (срчика) је дебљине до 10 mm. У првој години стабљика обично споро расте, до 2 m, јер се тада највећи део енергије троши на изградњу корена и ризома, док у каснијим годинама може достићи висину и до 4 метра.
Листови су једноставне грађе, тврди, рапави, са задебљалим главним нервом. Дужине им износи око 50 cm и ширина око 3 cm. Развој прва два листа започиње одмах по ницању, из творног ткива на вршном делу неозелењеног изданка. Растом у висину, старији листови даље се развијају померањем у страну, док нови израстају из вршног дела стабла. Избијају из коленаца на стаблима и појављују се сукцесивно са порастом стабла. На почетку интезивног раста у висину, растојање између листова износи 2–5 cm, док се ово растојање повећава касније, са издуживањем стабла и износи 6–25 cm. Достизањем максималне висине стабала престаје и развој нових листова. Вредност индекса лисне површине расте током вегетационог периода, а максимум се достиже у фази цветања, након чега усев почиње да стари. Са старењем, време потребно за достизања максималног индекса лисне површине опада, а листови губе мекоћу и еластичност и постају крути и оштри. За разлику од биљака са С3 типом фотосинтезе, биљака са типом С4 имају 40% већи потенцијал конверзије светлосне енергије у енергију биомасе. У овом случају, биљка је осим тога способна да врши фотосинтезу и при температурама од 6 °C.
Цваст је метличаста, лепезастог облика, дужине око 30 cm. Цвета од септембра до новембра, али не цвета сваке године и не никад не производи семе. Метлице обично опстају на стаблу и током зимских месеци, а често се задржавају и до брања.
Крај периода раста поклапа се са падом температуре, а до потпуног сазревања и сушења биљке долази са првим мразом. Током зиме са зрелих стабала опадају суви листови, који образују лисну стељу, док се листови преостали на стаблу суше измрзавањем. Након тога стабла се суше под утицајем мраза, тако да садржај воде у њима опада на око 30%.

Нови циклус развоја почиње сваког пролећа, при повољним температурама ваздуха и земљишта.

## Гајење
Земљиште се припрема за садњу на јесен, када се земља узоре до 30 cm дубине.
Пошто је биљка стерилна, размножавање се врши вегетативним путем, преко ризома или културом ткива (микропропагација). Саде се делови ризома и мале биљке претходно размножене микропропагацијом у култури ткива.
Поступак макропропагације изводи се тако што се на парцелама за производњу расада, након друге или треће године врши кидање ризома на делове масе 20-100 g. Ова обрада се врши ротационом копачицом, након чега се делови ризома прикупљају вадилицом за кромпир, вадилицом за луковичасто цвеће или дрљачом са дисковима, након чега се прикупљају одсечци са аутоматском вадилицом. С обзиром да су извађени ризоми подложни сушењу и пропадању, неопходно да се они у најкраћем временском року прикупе и посаде или да се ставе на чување до 4 месеца, на температури од 4 °C у супстрату од влажног песка.
Садња се обично ради, у априлу и мају, односно када прође опасност од појаве позних мразева. Ранијом садњом током пролећа користе се предности влажног земљишта и продужује прва сезона раста која омогућава раније образовање робуснијих ризомских система, како би постали отпорни на сушу и измрзавању током наредних сезона раста.
Обично се сади на старом земљишту, на коме је претходно гајен на пример кукуруз.
Саде се ризоми на дубини од 4 cm, на лаком земљишту или од 8 cm на тешком земљишту. Дубином садње се регулишу развијеност кореновог система и надземних стабала, као и отпорност биљака на измрзавање. Плитко посађени ризоми могу страдати од суше. Сади се око 10.000 ризома по хектару или једна садница по 1 m². Ескперименти су показали да при привеликој густини садње (4 биљке по m²) велики број изданака пропада услед оштре конкуренције када је реч о хранљивим материјама и светлости. Према неким ауторима, специјалном машином за садњу ове врсте, дневно може да се засади око 4 хектара.
Након уношења ризома у бразде и загртања земље преко, пожељно је површину поваљати, како би се успоставио бољи контакт ризома са земљиштем.
Биљка не захтева посебне агротехничке мере, као што су ђубрење или орање. У словима суше, у првој години би требало наводњавати.
Сирак и пиревина су идентификовани као корови који највише угрожавају заснивање и опстанак усева. Биљка практично нема биљних или животињских непријатеља, због чега није потребно користити пестициде, а употреба хербицида и других агротехничких захвата, спроводе се само у првој и евентуално другој години. Пошто се гаји на великом међуредном растојању, а биљка у првој години има успорен раст, корови могу значајно да утичу на пораст биљака, што се одражавана на принос биомасе у наредним годинама.
Отпорна је на хладноћу и ветровиту климу, а највише јој одговара тло са ПХ вредношћу 5. Добро заснован засад одолева екстремним метеоролошким условима: јаким и дуготрајним зимским мразевима, дуготрајној суши и топлотним ударима током лета, оштећењима узрокованим градом и изложеност дуготрајном превлаживању и поплавама.
Најбржи раст се дешава у пролеће и рано лето, а максимална висина се достиже почетком септембра, док се највећа количина биомасе образује почетком октобра. На ниским темепратурама, због ниске влаге, односно воденог стреса, биљка се исушује зими.
Жетва се ради једном годишње, обично у фебруару. Наиме, у време максималног биолошког приноса, крајем септембра или почетком октобра, усев је зелен и са високим садржајем влаге. Биомаса добијена из такве жетве може се користити као сировина за биогасна постројења. Одлагањем жетве се побољшава квалитет биомасе за сагоревање услед: смањења садржаја влаге и ремобилизације дела макрохранљивих и елемената из надземних делова усева у ризоме. Тиме се смањује садржај нето остатка компоненти у биомаси. С друге стране, због отпадања лишћа и врхова дрвећа, биомаса из каснијег приноса се смањује у просеку 33-38%.
Значајан утицај на принос, по јединици површине имају број засађених ризома и примена комплексног ђубрива. Зрелост усева по правилу се очекује од 3. до 8. године старости.
Корисна експлоатација траје око 25 година од садње, а годишњи принос који се добија механизованом сечом зависи у великој мери од врсте земљишта. У првој години гајења је релативно низак, а након достизања зрелости може износити до 30 тона суве масе по хектару, мада се економски исплативом и одрживом производњом сматра она у колико је принос већи од 10 тона по хектару.
Међутим, трошкови успостављања засада тренутно су високи и износе око 500 евра по хектару. С обзиром да су за оснивање засада мискантуса потребна велика улагања, веома је значајно да се уз што мање трошкове постигне оптимална густина садње.

## Примена
Биомаса се добија од стабла биљке. Највише се користи као биогориво, као замена за дрво, лож-уље или угаљ. Као додатак угљу, у Европи се углавном користи у односу 50:50. Његовим сагоревањем може се произвести електрична енергија или топлота. Усев се реже и обрађује директно на терену или се односи у посебне фабрике, где се реже, суши и сабија у снопове, те касније меша са угљем или угљеном прашином. Како би се избегли трошкови сабијања, може се користити и у рифузном стању, у облику бала, али се у том случају губи енергетска ефикасност током сагоревања. Спаљивање чисте сламе врши се и у биоелектранама, чија је инфраструктура још увек у фази испитивања.
Енергетска вредност 20 тона суве материје, одговара енергетској вредности која се добија сагоревањем 12 тона каменог угља, а 30 тона његове биомасе може заменити 12.000 тона лож-уља. 
Сваки GJ каменог угља, у току припреме и сагоревања, у атмосферу емитује 96,6 kg угљен-диоксида, за разлику од мискантуса чијим се сагоревањем може сачувати 90% емисија угљен-диоксида.
Као биогориво има веома погодан хемијски састав, који не зависи претерано од локације и времена бербе, а у поређењу са другим лигноцелулозним усевима садржи мањи проценат влаге, пепела, калијума, хлор, азота и сумпора. Одложеном пролећном бербом побољшава се квалитет сагоревања, услед релативно нижег садржаја калијума, хлора и азота. Пепео након сагоревања се може користити као ђубриво за њиве.
Због знатно мање количине азота и сумпора у биомаси, количине киселих гасовитих производа настале сагоревањем биомасе знатно су мање, а количина ослободеног угљеник 4 оксида, може се хипотетички посматрати као количина која улази у нови циклус производње биомасе, односно фотосинтезу нове биомасе. Из тих разлога су биогорива и декларисана као зелена енергија. При сагоревању биомасе добија се и знатно мања количина остатка сагоревања - пепела, него при сагоревању минералних чврстих горива, као што је угаљ, што је са еколошког аспекта знатно прихватљивије. 
Осим тога, биогорива за разлику од, фосилних горива, који се неупоредиво брже троше него што је потребно време за њихово настајање, су обновљиви извори енергије.

Све више се разматра могућност производње биоетанола из биомасе, уместо нафте, чиме се штити животна средина од загађивања. Мотори савремених аутомобила могу да раде са 10% биоетанола. Разматра се и могућност добијања синтетичког биодизела 2. генерације. За разлику од 1. генерације, 2. генерација биогорива, као сировину користи искључиво остатке пољопривредне производње, лигноцелулозног састава (целулоза, хемицелулоза и лигнин). Предвиђа се да би у будућности енергетски усеви могли у потпуности заменити потрошњу фосилних горива. Ипак, производња биоетанола из лигноцелулозног материјала је технолошки доста захтевна, јер је потребно извести постуке предтретмана.
Осим директне примене за производњу енергије из биогорива, може се користи за добијање широког спектра других производа у комерцијалне сврхе.
У уситњеном облику, користи се за декорацију вртова или као замена за украсну кору. Лако се прилагођава различитим условима гајења и начинима примене у дизајнирању. Добро подноси аерозагађивање и засенченост.

Распаднута и ферментирана биљка се може корисити као замена за тресет у садњи цвећа. Ефикасно спречава раст корова, пружа заштиту биљкама у на екстремним температурним периодима године, ублажава дејство еолске и ерозије водом, а такође има врло високу стопу задржавања воде и ограничава испаравање у топлом периоду. Као биоразградив материјал одличан је извор храњивих материја земљишту, а како је светле боје, значајно доприноси у естетском и еколошком смислу.
Влакана биљке могу да послуже за производњу компоста, мале густине, високе ваздушне порозности и коефицијента дифузије кисеонику.
Може се користити и као постеља за коње и мале животиње, уместо обичне сламе, у односу на коју има већи капацитет упијања. Додавањем мале количина уља, спречава се стварање прашине. Тако употребљена слама, може се касније користити као ђубриво за њиве.
У производњи грађевинског материјала користи се: посебно као изолација и допуна за зидове монтажних кућа, за израду глазуре, цигле, изградњу насипа, као допуна или замена за традиционалну трску. Од њених влакана израђују се кровови кућа и зграде у Јапану.
Употребом влакана биљног порекла се смањује осетљивост и уједно повећава пластичност материјала, чиме се повећава капацитет апсорпције енергије, а са њом и отпорност на земљотрес и друге елементарне непогоде.
За израду папирне пулпе, у процесу делигнификације, при чему се лигнин хемијски раствара, а влакна се издвајају из сировине. Индустријска производња папира је још увек у фази истраживања.
Од мискантусе се праве одређене врсте пластике. Користи се у производњи геотекстила и штапова за украсне биљке.
Може да послужи у побољшању структуре, плодности, биодиверзитета земљишта, смањењу ерозији тла и у фитоакумулацији.
На деградираним, сиромашним и на земљиштима која су током више деценија коришћена за гајење ратарских култура, производња мискатуса омогућива привођење земљишта рекултивацији у стање за његово кришћење у пољопривредне сврхе. Биљка нема никаквих негативних последица на околину. Може да се гаји на запарложеним, односно запуштеним њивама, као и на пољорпивредно неквалитетном земљишту. Могућност гајења на земљиштима лошијег квалитета је изузетно битно својство, јер се на тај начин избегла колизија између производње енергије и производње хране. Осим тога, биљка има могућност рационалног коришћења храњивих материје, пре свега азота из тла, услед изражене способности транслокације минерала и хранљивих материја из надземних органа у ризоме на крају вегетације, те затим ре-транслокације из ризома у надземне органе почетком нове вегетационе сезоне. Током свог вегетативног развоја појачава апсорпцију угљен-диоксида из атмосфере (око 30 тона по хектару), повољно делује на одржавање еколошке стабилности простора, те обнавља и трајно побољшава површински слој тла. Гајење ове биљке на девастираним површинама значајно може да умањи раст трава из рода амброзије, које су потенцијални извор алергена.
Редукованом обрадом и малом употребом хемијских средстава, током вишегодишњег животног циклуса се образује велика биомаса кореновог система, који поспешује активност земљишне микрофауне, док надземна маса пружа уточиште великом броју птица, инсеката и дивљачи током већег дела године. Ово све повољно делује на биодиверзитет подручја гајења.
Дуг период без обраде земљишта смањује ризик од појаве ерозије, а повећава се и садржај угљеника у земљишту.
Фитоакумулација је начин санације тла помоћу нижих и виших биљака. Ова метода се посебно показала као добра за уклањање тешких метала, експлозива или чак радиоактивних елемената из тла. Биљка упија нечистоћу преко корена, а затим је транслоцира до својих надземних делова. Након тога се биљка уклања са површине, одлаже као отпад или се односи у спалионице отпада, фабрике цемента или фабрике гвожђа, где се спаљује. Поступак се може поновити више пута, у зависности од степена загађења тла, како би се оно очистило и постало погодно за коришћење у друге сврхе.